# Birtukan Molla
Birtukan Molla Kesete (amharisch ብርቱካን ሞላ ከሰተ; * 24. Mai 2005) ist eine äthiopische Leichtathletin, die sich auf den Langstreckenlauf spezialisiert hat.

## Sportliche Laufbahn
Erste internationale Erfahrungen sammelte Birtukan Molla im Jahr 2024, als sie bei den Afrikaspielen in Accra in 15:05,32 min die Silbermedaille im 5000-Meter-Lauf hinter ihrer Landsfrau Medina Eisa gewann.

## Persönliche Bestzeiten
- 5000 Meter: 15:05,32 min, 18. März 2024 in Accra